# Durban (Gers)
Durban é uma comuna francesa na região administrativa de Occitânia, no departamento de Gers. Estende-se por uma área de 17,4 km². Em 2010 a comuna tinha 151 habitantes (densidade: 8,7 hab./km²).

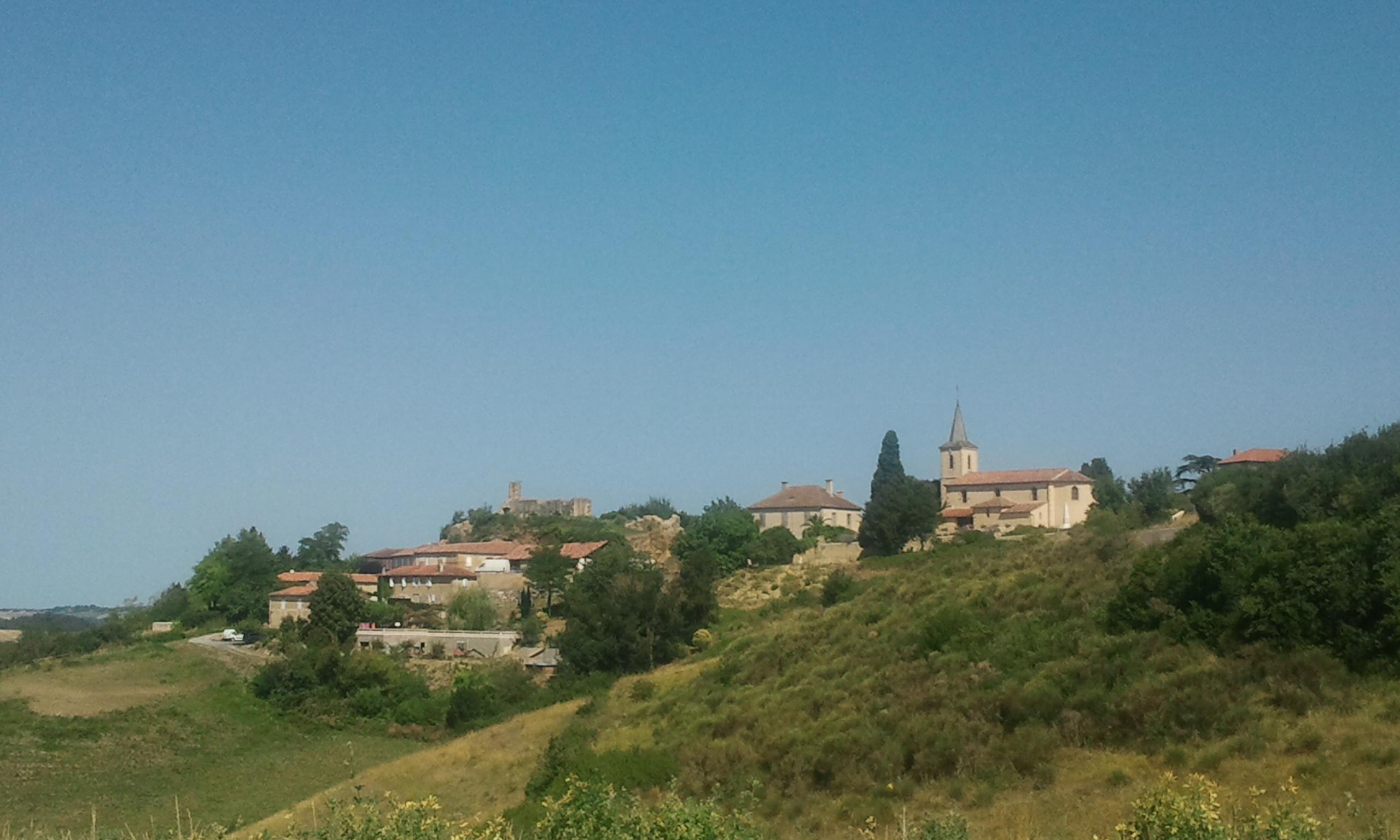
Durban